# Copa da Escócia de 1961–62
A Copa da Escócia de 1961-62 foi a 77º edição do torneio mais antigo do futebol da Escócia. O campeão foi o Rangers F.C., que conquistou seu 16º título na história da competição ao vencer a final contra o St. Mirren F.C., pelo placar de 2 a 0.

## Premiação
| Copa da Escócia de 1961-62        |
| Escócia                           |
| --------------------------------- |
| Rangers F.C. Campeão (16º título) |